# Assur-rim-nisheshu
Aššur-rā’im-nišēšu, geschreven als mdaš-šur-ÁG-UN.MEŠ-šu, met de betekenis “(de god) Aššur heeft zijn volk lief” was heerser van Assyrië, of išši’ak Aššur, “onderkoning of Aššur,” in Sumerisch geschreven als: PA.TE.SI (=ÉNSI), van ca. 1408–1401 v.Chr. Hij is de 70e koning op de Assyrische koningslijst. Hij is het bekendste voor zijn reconstructie van de binnenmuur van de stad Aššur.
Alle drie de bestaande versies van de koningslijst stellen dat hij de zoon van zijn voorganger Aššur-bēl-nišēšu is, maar dit wordt tegengesproken door een enkele inscriptie die van hem rest, een kegel die gewijd is aan de reconstructie van de stadsmuur. Deze inscriptie maakt hem de zoon van Aššur-nērārī II (fonetisch geschreven op de derde lijn van de illustratie),. Dit zou hem de broer maken van zijn onmiddellijke voorganger. Met Ber-nādin-aḫḫe, nog een zoon van Aššur-nērārī die de titel "opperrechter" kreeg, schijnt hij de derde zoon van Aššur-nērārī te zijn in een hoge functie.
De kegel identificeert eerdere koningen die ook de muur hersteld hadden, namelijk Kikkia (ca. 2000 v.Chr.), Ikunum (1867–1860 v.Chr.), Sargon I (1859 v.Chr. – ?), Puzur-Aššur II, en Aššur-nārāri I (1547–1522 v.Chr.) de zoon van Ishme-Dagan II (1579–1562 v.Chr.). De verwijzing naar Kikkia's oorspronkelijke fortificatie van de stad wordt herhaald in de inscripties van een latere koning Salmānu-ašarēd III
Aššur-rā’im-nišēšu werd opgevolgd door zijn zoon Aššur-nadin-aḫḫē II.

## Inscripties
1. ↑  Cone VAT? 2764, oorspronkelijk gepubliceerd KAH 1 no. 63 (1911).
2. ↑  Khorsabad Kinglist iii 7.
3. ↑  SDAS Kinglist iii 1.
4. ↑  Nassouhi Kinglist iii 11.

## Verwijzingen
1. ↑  Mogelijk is de datering 1398 - 1391 v.Chr. afhankelijk van het aantal regeringsjaren van Ninurta-apil-ekur.
2. ↑  K. Radner (1998). The Prosopography of the Neo-Assyrian Empire, Volume 1, Part I: A. The Neo-Assyrian Text Corpus Project, p. 209.
3. ↑  J. A. Brinkman (1973). Comments on the Nasouhi Kinglist and the Assyrian Kinglist Tradition. Orientalia 42.
4. ↑  B. Newgrosh (1999). The Chronology of Ancient Assyria Re-assessed. JAVF 8.
5. ↑  A. K. Grayson (1972). Assyrian Royal Inscriptions, Volume I. Otto Harrassowitz, Wiesbaden, 39–40.
6. ↑  Hildegard Lewy (1966). The Cambridge Ancient History: Assyria c.2600-1816 B.C., p. 21.

- Dit artikel of een eerdere versie ervan is een (gedeeltelijke) vertaling van het artikel Ninurta-apal-Ekur op de Engelstalige Wikipedia, dat onder de licentie Creative Commons Naamsvermelding/Gelijk delen valt. Zie de bewerkingsgeschiedenis aldaar.